# Алгабас (Акжаїцький район)
Алгаба́с (каз. Алғабас) — село у складі Акжаїцького району Західноказахстанської області Казахстану. Адміністративний центр Алгабаського сільського округу.
У радянські часи село називалось Верховологино або Верхнєвологино.
Населення — 1030 осіб (2021; 1189 у 2009, 1244 у 1999, 1322 у 1989).